# 帛琉—美國關係
帕劳-美国关系是帕劳主权国家和美国之间的双边关系。帕劳在华盛顿特区设有大使馆，而美国在科罗尔设有大使馆。现任美国驻帕劳大使是倪約翰。

## 历史

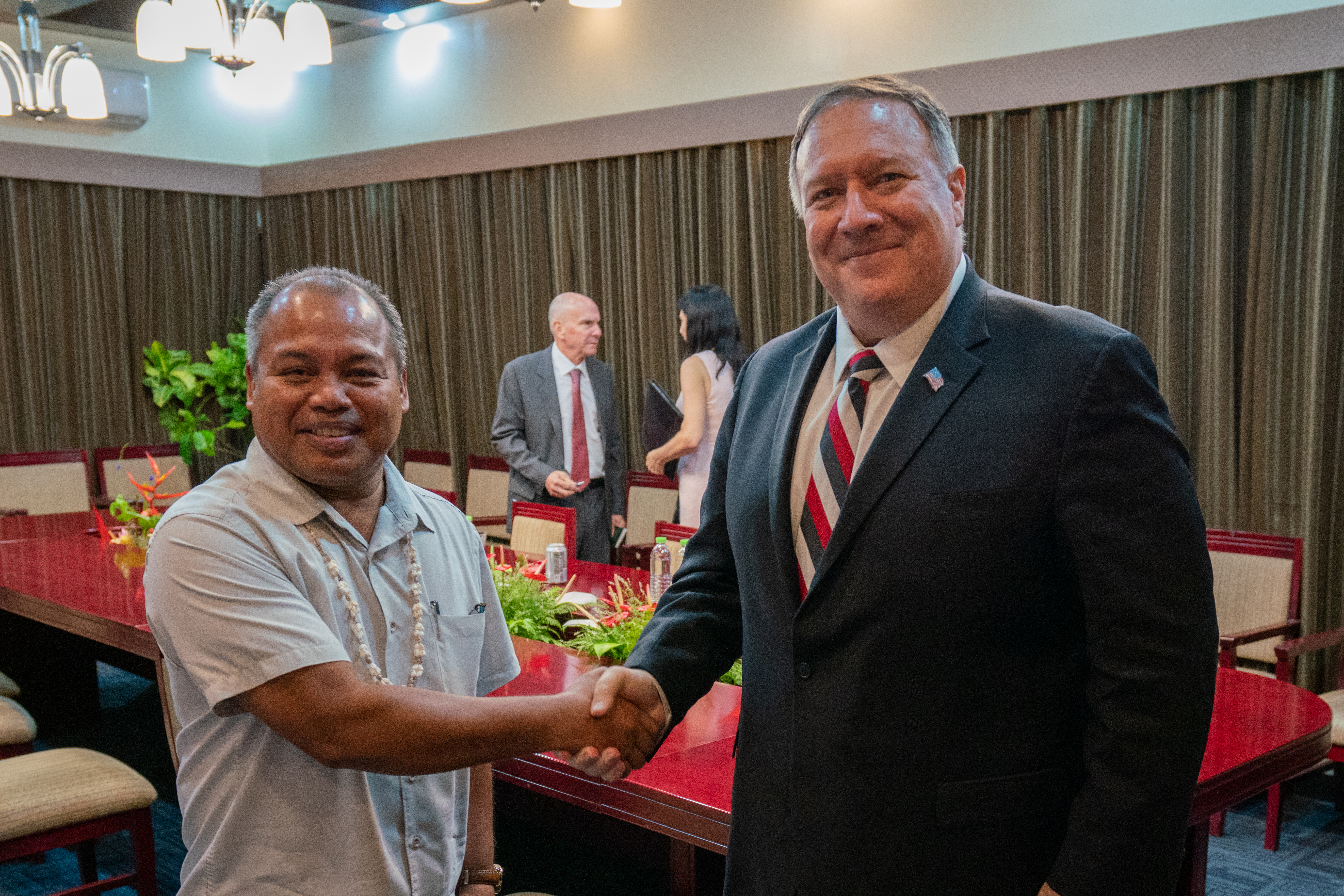
2019年，美国国务卿迈克·蓬佩奥和帕劳副总统歐宜樓

帕劳和美国之间的关系很牢固，两国在一些问题上进行了合作。帕劳是一个同美国具有自由联系关系的主权国家。1994年10月1日，在美国管理了50年之后，帕劳成为太平洋岛屿托管领土中最后一个获得独立的组成部分。1978年，由于文化和语言的差异，帕劳决定不加入密克罗尼西亚联邦，而是寻求独立。1986年，帕劳和美国通过了自由联合协定，为帕劳的独立铺平了道路。该协定终于于1993年批准，于1994年10月1日，即帕劳独立之日生效。根据条约，美国仍将负责帕劳50年的防务，但目前只有少数海军在帕劳驻扎。
2009年6月，帕劳总统约翰逊·托里比翁应美国请求，同意“临时安置”来自关塔那摩的“多达17名”非战斗维族在押人员。
2009年，帕劳国务部长桑德拉·皮尔安托奇在接受澳大利亚广播电台采访时承认，她的政府支持美国对古巴的禁运，以诱使美国提供更多援助”。她对澳大利亚广播电台的詹姆斯·奥顿说:“我们和美国有着非常牢固的关系，我们不想危及这种关系，因为这会影响到帕劳的经济福利。”但在2015年帕劳投票谴责美国对古巴的禁运，这项动议在联合国得到191个会员国的支持，其中两票反对（美国和以色列），没有一个国家弃权。